# يوشيتاكا فوجي
يوشيتاكا فوجي (藤井 善隆, Fujii Yoshitaka) هو باحث ياباني في علم التخدير، سنة 2012، تبيّن أنه قام بتزوير بيانات في 219 ورقة علمية على الأقل، تم سحب 183 منها، وهو ما اعتبر رقما قياسيا في عدد المقالات المسحوبة.

## مسيرته
تخرج فوجي من كلية الطب بجامعة توكاي عام 1987 وحصل على درجة الدكتوراه في الطب. التحق بكلية الدراسات العليا للعلوم الطبية وطب الأسنان، بجامعة طوكيو للطب وطب الأسنان، حيث تخصص في التخدير وحصل على درجة الدكتوراه في عام 1991. خلال مسيرته المهنية، عمل في مؤسسات بما في ذلك جامعة طوكيو للطب وطب الأسنان، وجامعة تسوكوبا، وجامعة توهو. وفقًا لسيرته الذاتية الموجودة على الإنترنت، فقد أمضى عامين في كندا كزميل باحث في مستشفى رويال فيكتوريا، بجامعة مكغيل، قبل توليه منصب عضو هيئة تدريس في معهد الطب السريري بجامعة تسوكوبا في عام 1997. انضم إلى هيئة التدريس بجامعة توهو في عام 2005. كان الموضوع الرئيسي لمنشوراته البحثية هو التجارب السريرية للأدوية لعلاج الغثيان والتقيؤ الذي يحدث غالبًا بعد الجراحة.
في فبراير 2012، وبعد تحقيقات أولية في مزاعم سوء السلوك العلمي، تم فصله من منصبه كأستاذ مشارك في التخدير في كلية الطب بجامعة توهو.

## سوء استخدام العلم
يبدو أن فوجي بدأ في نشر بيانات مزورة في عام 1993. ظهرت أول مزاعم منشورة حول احتيال فوجي في الأبحاث سنة 2000 في رسالة إلى محرر مجلة (Anesthesia & Analgesia) بقلم بيتر كرانك وكريستيان أبفيل وآخرين. وقد شكك الخطاب في النتائج التي توصل إليها فوجي فيما يتعلق بفعالية الجرانيسيترون في السيطرة على الغثيان والقيء بعد الجراحة، ووصف البيانات الواردة في 47 ورقة بحثية بأنها (incredibly nice) وذكر "لقد أصبحنا متشككين عندما أدركنا أن الآثار الجانبية كانت متطابقة دائمًا تقريبًا في جميع المجموعات". وقد أشارت ورقة بحثية نشرتها نفس المجموعة في عام 2001 في مجلة (Acta Anaesthesiologica Scandinavica) إلى "تناقضات متسقة" بين بيانات فوجي ونتائج باحثين آخرين حول فعالية الجرانيسترون. رفض فوجي الانتقادات الموجهة إلى عمله، وأصر على أن نتائجه "حقيقية" وسأل "ما مقدار الأدلة المطلوبة لتوفير دليل كافٍ؟" كتب أبفيل إلى إدارة الغذاء والدواء الأمريكية، ووكالة الأدوية والأجهزة الطبية اليابانية، وجمعية أطباء التخدير اليابانية لتنبيههم إلى عدم موثوقية نتائج فوجي المحتملة، لكنه لم يتلق أي رد. لم يتم طلب مراجعة مؤسسية لأبحاث فوجي واستمرت المجلات في قبول الأوراق الجديدة التي قدمها فوجي. ولم يتابع محررو مجلة (Anesthesia & Analgesia) مزاعم الاحتيال ضد فوجي حتى عام 2010 تقريبًا، عندما بدأ محررها ومحررو العديد من المجلات الأخرى تحقيقًا منسقًا في نزاهة المنشورات العلمية لفوجي بعد أن أعرب محرر مجلة (Anaesthesia) عن مخاوف جديدة. في مارس 2012، أقرّ محرر مجلة (Anesthesia & Analgesia) بأن رد المجلة على الادعاءات التي وجهت في عام 2000 كان "غير كاف".
تم إصدار تحليلين لبعض منشورات فوجي في مارس 2012. في 7 مارس، أفادت جامعة توهو بأنها وجدت أنه على الرغم من أن تسعة من منشورات فوجي كانت تتعلق بدراسات سريرية وُصفت بأنها أجريت في مستشفى أوشيكو أيوا العام، فإن لجنة الأخلاقيات في المستشفى أعطت فوجي موافقتها على دراسة واحدة فقط. وفي أعقاب هذا الاكتشاف، تم سحب ثمانية من الأوراق التسع بسبب فشلها في اتباع المعايير الأخلاقية المعمول بها في مجال البحث السريري. في 8 مارس، نشرت مجلة (Anaesthesia) تقريرًا لجون كارلايل، استشاري التخدير في المملكة المتحدة، حول تحليله الإحصائي للبيانات الواردة في 168 ورقة بحثية من تأليف فوجي. استخدم كارلايل الأساليب الإحصائية لتقييم ما إذا كانت التوزيعات المنشورة للمتغيرات المختلفة متوافقة مع التوزيعات التي يمكن توقعها نتيجة للصدفة العشوائية. ووجد أن العديد من مجموعات البيانات "من غير المرجح للغاية أن تكون قد نشأت بالصدفة"، مشيرًا إلى أن العديد من التوزيعات كانت "احتمالاتها صغيرة للغاية"، مستشهدًا باحتمال محسوب يبلغ 6.78 × 10 −9، أو حوالي 1 في 150 مليون. وعليه، فقد أوصى بأن يتم "استبعاد البيانات التي ينشرها فوجي من المراجعات أو التحليل التلوية" حتى يتم تفسير النتائج غير المحتملة بشكل مرضٍ.
في أبريل، تقدم محرّرو 23 مجلة علمية بطلب عام للتحقيق في أبحاث فوجي من قبل المؤسسات اليابانية السبع المذكورة في أوراقه المنشورة. قامت لجنة من الجمعية اليابانية لأطباء التخدير، برئاسة كوجي سوميكاوا من جامعة ناغاساكي، بفحص 212 من أصل 249 ورقة بحثية منسوبة إلى فوجي. أجرت اللجنة مقابلات مع المؤلفين المشاركين مع فوجي وغيرهم من الأشخاص الذين شاركوا في أبحاث فوجي. كما حاول أعضاء اللجنة الحصول على دفاتر المختبر وسجلات المرضى وغيرها من البيانات الخام من دراساته ومراجعتها. وفي 29 يونيو 2012، أفادت اللجنة بأنها وجدت أن ما مجموعه 172 ورقة بحثية تحتوي على بيانات ملفقة. ومن بين هذه الأبحاث، تم تحديد 126 بحثًا باعتبارها "ملفقة بالكامل". وجاء في التقرير: "يبدو الأمر وكأن شخصًا جلس على مكتب وكتب رواية حول فكرة بحثية". ووجدت اللجنة أن ثلاثًا من بين 212 ورقة بحثية كانت صالحة. بالنسبة لـ 37 من أصل 212 ورقة بحثية، لم تتمكن اللجنة من تحديد ما إذا كانت البيانات قد تم فبركتها.
ولاحظ المحققون أن فوجي بدا غامضا عمدا بشأن تفاصيل مثل تواريخ الدراسات وأسماء المؤسسات التي أجريت فيها، على ما يبدو لتقليل احتمال اكتشاف احتياله. كما أنه من خلال إدراج أسماء المؤلفين المشاركين من مؤسسات أخرى غير صاحب عمله الحالي، فقد أعطى انطباعًا بأن الأوراق البحثية وصفت دراسات أجريت في مستشفيات متعددة. لم يكن العديد من العلماء المدرجين كمؤلفين مشاركين على علم بأن فوجي قد أدرج أسماءهم في أوراقه؛ وقال اثنان من المؤلفين المشاركين المذكورين إن توقيعاتهم تم تزويرها على خطاب تقديم الورقة إلى المجلة. أشارت منظمة مراقب الأبحاث المسحوبة بعد النشر إلى أن المؤلفين المشاركين المفترضين ربما لم يكونوا على علم بأن أسمائهم قد تم استخدامها بشكل خاطئ لأن الأوراق البحثية تلقت القليل من الاستشهادات. توصل المحققون إلى أن أحد المؤلفين المشاركين مع فوجي، هيدينوري تويوكا، الذي تعاون مع فوجي في "عشرات" الأوراق البحثية، ربما كان على علم بالخداع.
اعتبارًا من عام 2023، تم سحب 183 من منشورات أبحاث فوجي، وتلقت 47 ورقة بحثية أخرى تعبيرًا عن القلق (expression of concern) وفقًا لـمراقب الأبحاث المسحوبة بعد النشر، فإن فوجي لديه ثاني أكبر عدد من عمليات سحب الأوراق العلمية من قبل مؤلف واحد اعتبارًا من سبتمبر 2023. كان على رأس قائمة المتصدرين في "مراقب الأبحاث المسحوبة بعد النشر" حتى يوليو 2023، عندما تجاوزه طبيب التخدير الألماني يواكيم بولدت.